# كليف كورفيس
كليف كورفيس (بالإنجليزية: Cliff Curvis)‏ مواليد 19 نوفمبر 1927 في سوانزي - الوفاة 22 أبريل 2009، كان ملاكم محترف بريطاني صنّف ضمن فئة وزن الوسط بدأ مسيرته الاحترافية سنة 1944.

## إحصائيات
خاض خلال مسيرته 55 نزالا، فاز في 42 وتعادل في 1 وخسر في 12. فاز بالضربة القاضية في 12 نزالا.

## روابط خارجية
- كليف كورفيس على موقع بوكس ريك (الإنجليزية) (registration required)